# Colonne sonore di Macross Plus
Questa pagina raccoglie tutti i CD contenenti la colonna sonora dell'anime Macross Plus, realizzata dalla compositrice Yōko Kanno. Come in  tutti gli anime che compongono la saga di Macross, la componente musicale, oltre a fare da colonna sonora, ha anche una grande importanza all'interno della trama dell'opera.

## Macross Plus Original Soundtrack 1
Tracce
1. National Anthem of MACROSS
2. Fly up in the air ~ Tension
3. After, in the dark ~ Torch Song
4. MYUNG Theme
5. Bees and Honey
6. In Captivity
7. More than 3cm
8. VOICES
9. Break out - Cantabile
10. Very Little Wishes
11. SANTI-U

## Macross Plus The Cream P.U.F/Sharon Apple
1. Information High
2. Idol Talk
3. The Borderline
4. SANTI-U

## Macross Plus Original Soundtrack 2
Tracce
1. Idol Talk
2. Jade
3. Nomad Soul
4. Welcome to Sparefish
5. Go Ri A Te
6. Let's News
7. Pulse
8. 3 cm
9. VOICES (Acoustic Version)
10. Pu Qua O
11. Sweet Feather
12. A sai ën
13. Bad Dog
14. Child MYUNG
15. Coma

## Macross Plus Original Soundtrack -for fans only-
Tracce
1. Welcome to Sparefish
2. Fly Up In The Air
3. Idol Talk
4. Tepee
5. Nomad Soul (Piano Version)
6. Break Out
7. Cantabile
8. MYUNG Theme (Cello Version)
9. Wanna Be An Angel
10. SANTI-U
11. Torch Song
12. Dog Fight
13. VOICES (A Cappella Version)